# وحدة دوفدفان
وحدة دوفديفان «المستعربين» (بالعبرية: יחידת דובדבן يحيديت دوفدفان) هي وحدة قوات خاصة من وحدات النخبة الإسرائيلية داخل الجيش الإسرائيلي. وتعتبر أول الوحدات الخاصة التي عملت في الأراضي الفلسطينية في انتفاضة الأقصى.
قام إيهود باراك بإنشاء وحدة دوفديفان عام 1987 ويتم انتقاء أفراد هذه الوحدة بصعوبة بالغة لأنهم يعتبرون الجندي الذي كان أحد أفراد وحدة دوفديفان أُصيب بأذى أو قتل في أي هجوم مسلح هو غير مؤهل تلقائيا.
ولا يقتصر عناصر «دوفيديفان» على جنود الجيش، بل إن شرطة «حرس الحدود» تساهم في رفد هذه الوحدة بكثير من العناصر.

## التنكر
تعمل عناصر هذه المجموعة وسط التجمعات السكانية الفلسطينية لذا من الضروري أن يكونوا من ذوي الملامح الشرقية بحيث لا يثيروا حولهم الشكوك عندما يقومون بعمليات التنكر أثناء توجههم لتنفيذ المهام الموكلة لهم. وتستعين الوحدة بخبراء في عمليات المكياج والتخفي للعمل على مدار الساعة مع عناصر هذه المجموعة.
• يحرص عناصر الوحدة بشكل خاص على التنكر في زي تجار خضار فلسطينيين يرتدون الزي الشعبي الفلسطيني ويتنقلون في سيارات مرسيدس «كابينه» وهي السيارة التي يستخدمها التجار الفلسطينيون، وغيرها من السيارات الشائعة في فلسطين.

## مكان العمل
تعمل هذه الوحدة في الضفة الغربية بشكل خاص.

## عملياتها
نفذ عناصر «دوفيديفان» معظم عمليات التصفية التي تمت بواسطة اطلاق النار على المستهدفين للتصفية من كوادر الانتفاضة الفلسطينية.
• عناصر هذه الوحدة يقومون بعمليات اختطاف المطلوبين الفلسطينيين لاجهزة الأمن الصهيونية.

## تعليقات على عملية اغتيال محمود أبوهنود الفاشلة
حاولت وحدة دوفدوفان اغتيال محمود أبو هنود القائد البارز في حركة حماس لكن العملية فشلت فشلاً كبيراً وأدت لمقتل عدد من الجنود الإسرائيليين ونجاة ابوهنود.
ولهذا علّق الاعلام الإسرائيلي على الموضوع بشكل كبير.
- معاريف: «الفشل لم يسبق له مثيل»
- يديعوت أحرونوت: «أضرار كبيرة لحقت بمعنويات "إسرائيل" ووحداتها المختارة.»
- يديعوت: «حماس» ستجد البديل بعد إخراج أبو هنود من دائرة «الإرهاب».

وخصصت الصحف الإسرائيلية تعليقاتها الرئيسة لتناول وتحليل ملابسات وأبعاد الغارة الفاشلة التي شنتها قوات الجيش الإسرائيلية على بلدة عصيرة الشمالية قرب مدينة نابلس في شمال الضفة الغربية، والتي انتهت بانتكاسة دامية للقوات المغيرة التي قتل ثلاثة من أفرادها وأصيب رابع بجروح خطيرة دون أن تحقق هدفها المعلن المتمثل في اعتقال المقاوم الفلسطيني محمود أبو هنود أحد مسئولي كتائب عز الدين القسام الجناح العسكري لحركة المقاومة الإسلامية «حماس» الذي تعتبره أجهزة الأمن الإسرائيلية المطلوب الأول لها في الضفة الغربية.
فتحت عنوان «فشل تنفيذي مؤلم» كتب المحرر المسؤول في صحيفة /معاريف/ تعليقا جاء فيه:
«عملية وحدة دوفدفان (الكرز بالعبرية) في قرية عصيرة الشمالية كانت حادثا تنفيذيا فاشلا للغاية يجب التحقيق فيه واستخلاص كل العبر والدروس حتى لا يتكرر.. لا أذكر عملية تنفيذية مشابهة تمت بمبادرة الجيش «الإسرائيلي» في السنوات الأخيرة وكانت نتائجها مشابهة لنتائج هذا الحادث.
بنظرة أولى وحسب المعلومات التي وصلت إلينا يبدو أن سلسلة من الأخطاء المأساوية قد تسببت بسقوط الجنود الثلاثة من أفراد الوحدة وإصابة رابع بجروح وإلى عدم إنجاز الهدف».
ويضيف المعلق: «على السلطة الفلسطينية أن تبرهن الآن على تمسكها بالسلام.. فمثلما يقبع محمد ضيف في السجن الفلسطيني في غزة.. هكذا يتوجب على الفلسطينيين أن يتصرفوا مع محمود أبو هنود.. يبقونه في السجن مبعداً عن أي نشاطات إرهابية..».
وتابع «هذا الحادث يشير إلى فشل تنفيذي لوحدة نخبة في ظروف ما كان يجب أن تحصل.. فالمبادرة كانت في أيدينا (أيدي قوات الجيش «الإسرائيلي») والعملية تقررت بناء على معلومات ومعطيات استخبارية دقيقة ثبتت صحتها في الميدان ودون تدخل مفاجئ من قوات عدوة.. ومع كل ذلك وقعت ثغرات وأخطاء دراماتيكية تضع علامات استفهام صعبة ومقلقة للغاية.. الجيش الإسرائيلي ملزم بأن يستخلص فورا كل العبر من هذا الحادث المؤلم: ثلاثة مقاتلين من وحدة مختارة سقطوا في ظروف غامضة وجرح رابع، وفوق ذلك هدف العملية لم يتحقق».
تل أبيب: ثغرات خطيرة في عمل القوة الإسرائيلية التي هاجمت المقاوم محمود أبو هنود
وعلى صعيد آخر ذكرت تقارير صحافية عبرية في تل أبيب أن التحريات الأولية التي جرت في الجيش الإسرائيلي حول ظروف العملية الفاشلة التي قامت بها وحدات عسكرية إسرائيلية في بلدة «عصيرة الشمالية» عززت الشكوك والاحتمالات التي تحدث عنها رئيس أركان الجيش الجنرال «شاؤول موفاز» بشأن حصول ثغرات وخلل خطيرين في أداء وحدة المستعربين السرية «دوفدفان» التي قتل ثلاثة من جنودها وأصيب رابع بجروح بالغة خلال العملية التي أخفقت في تحقيق هدفها المعلن باعتقال محمود أبو هنود المسؤول البارز في الجناح العسكري لحركة المقاومة الإسلامية «حماس» التي تمكن بعد تبادل لإطلاق النار مع قوة الاحتلال من الإفلات والانسحاب إلى منطقة السلطة الوطنية الفلسطينية في نابلس.
وقالت صحيفة «هآرتس» أن التحريات الأولية التي يجريها مسؤولون في قيادة المنطقة العسكرية الوسطى حول ملابسات الأحداث في عصيرة تعزز التقدير القائل أن عددا من العسكريين الإسرائيليين الذين قتلوا وجرحوا خلال العملية أصيبوا برصاص زملائهم من أفراد وحدة النخبة العسكرية «دوفدفان» المتخصصة في مثل هذه العمليات الخاصة بالأراضي الفلسطينية المحتلة.
وكان رئيس الأركان الإسرائيلي الجنرال موفاز الذي عين لجنة تحقيق عسكرية خاصة برئاسة الجنرال شاي أبيطال لتقصي ملابسات العملية الفاشلة في عصيرة الشمالية صرح أمس أنه لا يستبعد إمكانية أن يكون الجنود الثلاثة الذين قتلوا أثناء العملية والجندي الجريح قد أصيبوا برصاص جنود صهاينة آخرين شاركوا في العملية. وأضاف «لقد وقع خطأ فادح وسنعرف بالتأكيد ما حصل خلال بضعة أيام عندما نقدم لجنة التحقيق تقريرها..».
وبحسب إحصائية رسمية نشرتها صحيفة «هآرتس» فقد وقع خلال السنوات العشر الأخيرة (18) حادثا مختلفا قتل فيها 14 جنديا إسرائيلي برصاص إسرائيلي وأصيب (15) آخرين بجروح بين خطيرة ومتوسطة وذلك خلال نشاطات ميدانية مختلفة كانت تقوم بها وحدات تابعة للجيش الإسرائيلي.
وقالت الصحيفة أن هذه تقتصر فقط على معطيات من شهر كانون ثاني (يناير) عام 1990 فصاعدا توفرات في ذاكرة المتحدث بلسان الجيش الإسرائيلي. وأشارت إلى أن أكثر من 100 جندي إٍسرائيلي كانوا قد قتلوا خلال الأربعين عاما الأولى منذ قيام الجيش الإسرائيلي بنيران إسرائيلية، ولاسيما خلال حربي العام 1956 (العدوان الثلاثي على مصر) وحرب لبنان (1982) سواء أثناء غارات جوية إسرائيلية أو عمليات قصف مدفعي ومعارك وعمليات فاشلة..
وقالت أن هذه الحصيلة لا تشمل حوادث التدريبات مثل حادث معسكر «تسأليم» العام 1991 الذي قتل فيه خمسة جنود من وحدة النخبة العسكرية الإسرائيلية كانوا يتدربون على عملية خاصة تمت حسب مصادر غربية في نطاق تحضيرات لعملية استهدفت اغتيال الرئيس العراقي صدام حسين لكنها لم تخرج في نهاية المطاف إلى حيز الوجود.
وكان مسؤولون ومحللون عسكريون صهاينة وصفوا العملية الفاشلة الأخيرة لوحدة المستعربين السرية في بلدة عصيرة الشمالية بأنها "الانتكاسة الأكثر دموية للجيش «الإسرائيلي» ضمن العمليات التي خاضها ضد نشطاء ومطاردي المقاومة الإسلامية الفلسطينية".
وأكدت مصادر إسرائيلية أن العملية العسكرية التي قامت بها وحدة المستعربين السرية المسماة «دوفدفان» (المستعربون) في قرية عصيرة الشمالية لم تكن الأولى التي منيت فيها الوحدة بفشل ذريع.
وذكرت صحيفة /معاريف/ الصادرة اليوم أن الفشل المأساوي الذي منيت به وحدة دوفدفان خلال العملية العسكرية الأخيرة في قرية عصيرة الشمالية لم يكن الأول من نوعه خلال الأعوام الأربعة عشر التي مارست خلالها الوحدة نشاطاتها العسكرية. ففي مطلع التسعينيات نفذت الوحدة عملية عسكرية في قرية برطعة الشرقية في محاولة لاعتقال أحد المطلوبين وخلال العملية أطلق أفراد الوحدة النار خطأ على أحد زملائهم فأردوه قتيلا بعد الاشتباه بأنه أحد المطلوبين.
وفي تشرين أول (أكتوبر) عام 1994 أقامت الوحدة حاجزا عسكريا ارتجاليا ً، وعند مرور سيارة إسرائيلية بالحاجز حاول أفراد الوحدة إيقافها ولكن سائقها لم يستجب للأوامر وولى هاربا فأطلق أفراد الوحدة النار عليه وكانت النتيجة مقتل سائق السيارة المدعو ارييه حوري.
قتلت الوحدة مختار قرية سردا بالقرب من رام الله مدعية أنه أطلق النار باتجاهها.
من ناحيتها أكدت صحيفة /هآرتس/ أن الأسبوعين الأخيرين كانا من الأسابيع السوداء في تاريخ وحدة المستعربين السرية «دوفدفان» ففي السادس عشر من آب (أغسطس) ا99 قتل أفرادها وجيهاً فلسطينياً هو مختار قرية سردا بحجة أنه أطلق النار باتجاههم، وعشية يوم السبت الماضي فشلت الوحدة في اعتقال المطلوب الأول في حركة «حماس» محمود أبو هنود الذي انسحب بعد إصابته بجراح طفيفة، ولكنه تمكن من قتل ثلاثة من أفراد الوحدة.
وفي ما يتعلق بحادث سردا وصف رئيس أركان الجيش الإسرائيلي العملية بأنها كانت ناجحة على الرغم من أن نتائجها كانت سيئة للغاية لأن قتل رجل مسن حتى مع الافتراض بأنه أطلق النار باتجاه الجنود يدل على الفشل، لأن مختار سردا لم يكن أحد عناصر التنظيمات الفلسطينية المسلحة، وهكذا فإن الفشل في حادث سردا يضاف إلى سلسلة الفشل الذي منيت بها وحدة المستعربين.
وتتابع /هآرتس/ قولها إن خلافا دار حول تشكيل وحدة المستعربين «دوفدفان» وتعتقد بعض الجهات أن «تشكيلها كان خطأ واضحاً، فعندما شكلت الوحدة قبل وقت قصير من اندلاع الانتفاضة الفلسطينية في المناطق المحتلة نظر إليها الفلسطينيون ووسائل الإعلام الأجنبية على أنها «وحدة تصفيات». وقد نفى الجيش الإسرائيلي صحة هذه المقولة مع أن عددا من أفراد الوحدة القدامى أكدوا أن المسؤولين عن الوحدة لم يضعوا أوامر صارمة لإطلاق أفراد الوحدة النار».
وعلى الرغم من تشديد التعليمات بشأن إطلاق النار في الوقت الحاضر فإن تصرفات أفراد الوحدة ما زالت تتعرض لكثير من النقد والمعارضة القضائية. وبعد عدد من الحوادث قدم عدد من ضباط الوحدة وجنودها للقضاء بسبب إطلاقهم النار وقتلهم أشخاصا بصورة لا تتفق مع أوامر إطلاق النار.
وحدة الدفدوفان: عملية محاولة اغتيال «أبو هنود» أكثر عملية آلمتنا.

### «سلسلة عثرات»
وتحت هذا العنوان نشرت صحيفة /يديعوت أحرونوت/ تعليقا على صفحتها الأولى بقلم المحرر والمحلل العسكري «الإسرائيلي» المعروف رون بن يشاي جاء فيه:
«العملية التي استهدفت اعتقال محمود أبو هنود جرت في ظروف مثالية تقريبا.. فأفراد وحدة دوفدفان المتخصصة في عمليات من هذا النوع كانوا يمتلكون وقتا كافيا لإجراء تخطيط وتحضيرات وافية وكانت المنطقة معروفة لهم جيداً كما أن العملية جرت بمرافقة وإسناد لصيقين من رجال ووسائل استخبارات متطورة ووضعت تحت تصرفهم طائرات مروحية وطائرات للمساعدة.. وفي ظروف كهذه لم تكن ثمة أي فرصة تقريبا أمام المقاوم محمود أبو هنود للإفلات والهرب وكان من المفروض للقوة أن تعود إلى قاعدتها بسلام مثلما حصل في عشرات العمليات السابقة التي قامت بها وحده دوفدفان لكن ثلاثة إخفاقات تنفيذية يصعب شرحها وحادث ميداني واحد على الأقل تولت الواحدة بعد الأخرى في سلسلة حولت العملية إلى «كارثة قومية» تقريباً».
وأضاف «الفشل التنفيذي الأساسي تمثل في اكتشاف القوات التي انتشرت حول المنزل الذي تواجد فيه المسلحون علما أن احتراف وتخصص أفراد وحدة دوفدفان ووحدات مشابهة يتمثل في الوصول إلى مسافة أمتار معدودة من الهدف والتمركز حوله بصورة تحول دون تملص وإفلات المطلوب أو المطلوبين.
في هذه المرة لم ينجح أفراد الوحدة في ذلك فقد تصرفت إحدى مجموعات الوحدة كما يبدو بطريقة نبهت أبو هنود وشريكه وجعلتهم يبادرون في إطلاق النار.. هذا الإطلاق هو الذي تسبب في الورطة.
الإخفاق الثاني حصل عندما نجح أبو هنود في استغلال ارتباط جنود وحدة دوفدفان بعد اشتباك قتل فيه ثلاثة من زملائهم ليهرب من المنزل المحاصر ولعل أكثر ما يغضب هو أن أبو هنود شوهد على الأقل في جانب من طريق هربه لكن التنسيق بين القوات «الإسرائيلية» لم يسر كما يجب أو من كان عليه أن يقوم بالمطاردة لم يفعل ذلك بالسرعة الكافية.
الفشل أو الإخفاق الثالث حصل عندما تمكن أبو هنود من الإفلات مرة ثانية من بين مجموعة المباني والمنازل التي كانت هي الأخرى محاصرة بقواتنا.. بحادثين تنفيذيين: الأول مؤكد حينما أصيب وجرح جندي من أفراد الوحدة برصاص زملائه أثناء مطاردة أفراد الوحدة لأبوهنود.. لكن الحادث الأخطر حصل كما يبدو في المرحلة الأولى من المعركة.. وفي هذا الصدد يجب توخي الحذر قبل الوصول إلى نتيجة نهائية.. فقط بعد نتائج التحقيق ونتائج الفحص الطبي (تشريح جثث الجنود القتلى) سيكون بالإمكان الحسم في نتيجة ما إذا كان الجنود الثلاثة قتلوا برصاص زملائهم..».
وينتهي بن يشاي تعليقه قائلاً «لا شك أن الخسارة جسيمة.. وفضلاً عن أن أبو هنود تحول من بطل محلي إلى أسطورة فقد لحق ضرر جسيم بالمعنويات والثقة بالنفس لدى عامة «الإسرائيليين»».